# Cataratas de Montmorency
As Cataratas Montmorency (em francês:  Chute Montmorency, em inglês:  Montmorency Falls) são quedas de água localizadas no rio Montmorency, a 10 km do centro da cidade de Quebec, província do Quebec, no Canadá. As quedas têm uma altura de 83 metros, sendo mais altas do que as Cataratas do Niágara, e estão localizadas num parque provincial.